# Leopard 2
O Leopard 2 é um tanque de guerra de terceira geração originalmente desenvolvido pela Krauss-Maffei na década de 1970 para o novo exército alemão. O tanque entrou em serviço em 1979, sucedendo o Leopard 1 como o principal blindado da Alemanha. Ele é armado com um canhão liso de 120 mm feito pela Rheinmetall e é impulsionado por um motor a diesel biturbo V-12 feito pela MTU Friedrichshafen. 
Várias versões serviram nas forças armadas da Alemanha e treze outros países europeus, bem como em várias nações não europeias, incluindo Canadá, Chile, Indonésia e Singapura. O Leopard 2 foi usado no Kosovo com o exército alemão, no Afeganistão com as contribuições holandesas, dinamarquesas e canadenses para a Força Internacional de Apoio à Segurança e viu ação na Síria pelas Forças Armadas da Turquia e na Ucrânia a partir de 2023 durante a invasão russa.
Existem dois lotes principais de desenvolvimento do tanque: os modelos originais até o Leopard 2A4, que têm blindagem de torre voltada verticalmente e o lote aprimorado, nominalmente o Leopard 2A5 e novas versões, como o 2A6 e o 2A7, que têm blindagem de aplicação de torre em forma de flecha em ângulo, juntamente com outras melhorias. Todos os modelos possuem um sistema de controle de disparo digital com telêmetro a laser, uma arma principal totalmente estabilizada e metralhadora coaxial e equipamentos avançados de visão noturna e observação (os primeiros veículos usavam um sistema de TV de baixo nível de luz ou LLLTV; a imagem térmica foi introduzida posteriormente). O tanque tem a capacidade de atingir alvos em movimento enquanto se move em terrenos acidentados.

## Desenvolvimento

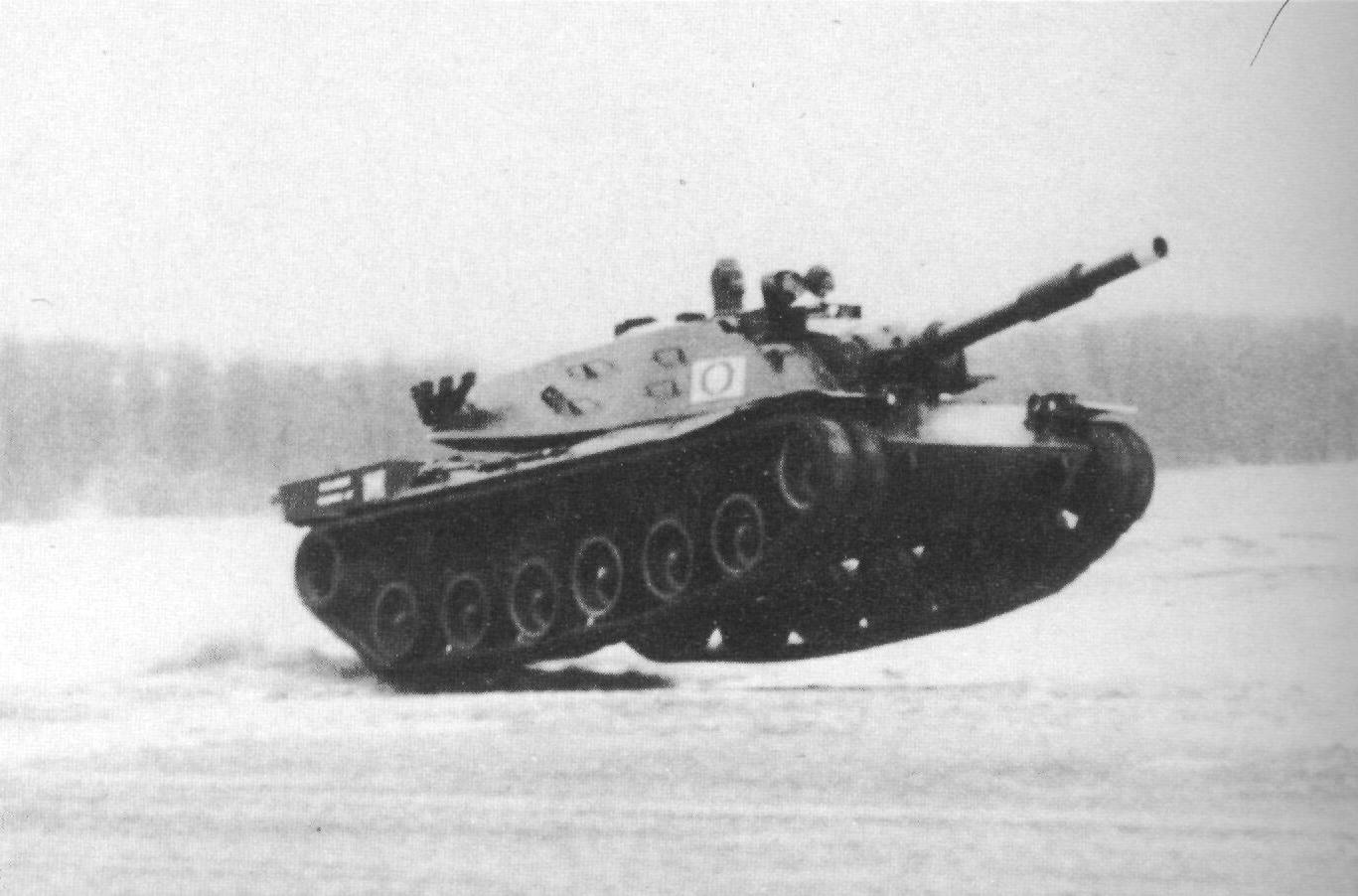
Um protótipo do MBT-70.

Praticamente no mesmo período que o Leopard 1 estava entrando no serviço, a Alemanha Ocidental estava interessada em produzir um tanque melhorado na próxima década. Isso resultou no início do desenvolvimento do MBT-70 em cooperação com os Estados Unidos em 1963. No entanto, já em 1967, tornou-se questionável se o MBT-70 entraria em serviço a qualquer momento no futuro próximo. Portanto, o governo alemão emitiu a ordem para pesquisar futuras opções de atualização do Leopard 1 para a empresa alemã Porsche em 1967.
O nome de estudo era vergoldeter Leopard (Leopard Dourado) e focado em incorporar tecnologia avançada ao design do Leopard. As atualizações projetadas adicionaram um autocarregador, um canhão automático coaxial e um periscópio independente para o comandante. A metralhadora antiaérea podia ser operada de dentro do veículo e uma câmera de vigilância de TV era montada em um mastro extensível. A forma da torre e do casco foi otimizada usando blindagem de aço fundido, enquanto a suspensão, a transmissão e as aberturas de exaustão do motor foram aprimoradas.
Após o fim do estudo do Leopard Dourado em 1967, o governo da Alemanha Ocidental decidiu se concentrar no chamado Experimentalentwicklung (desenvolvimento experimental) em um estudo de viabilidade e para desenvolver novos componentes para atualizar o Leopard 1 e para uso em um futuro programa de tanques de guerra. No começo, cerca de 25 milhões de marcos alemães foram investidos, mas depois que a indústria chegou à conclusão de que com um orçamento tão baixo o desenvolvimento dos duas plataformas de teste projetadas não era possível, um total de 30 a 32 milhões de marcos foram investidos. O desenvolvimento experimental foi contratado à empresa Krauss-Maffei, mas com a obrigação de cooperar com a Porsche para o desenvolvimento do chassis e com a Wegmann para o desenvolvimento da torre.

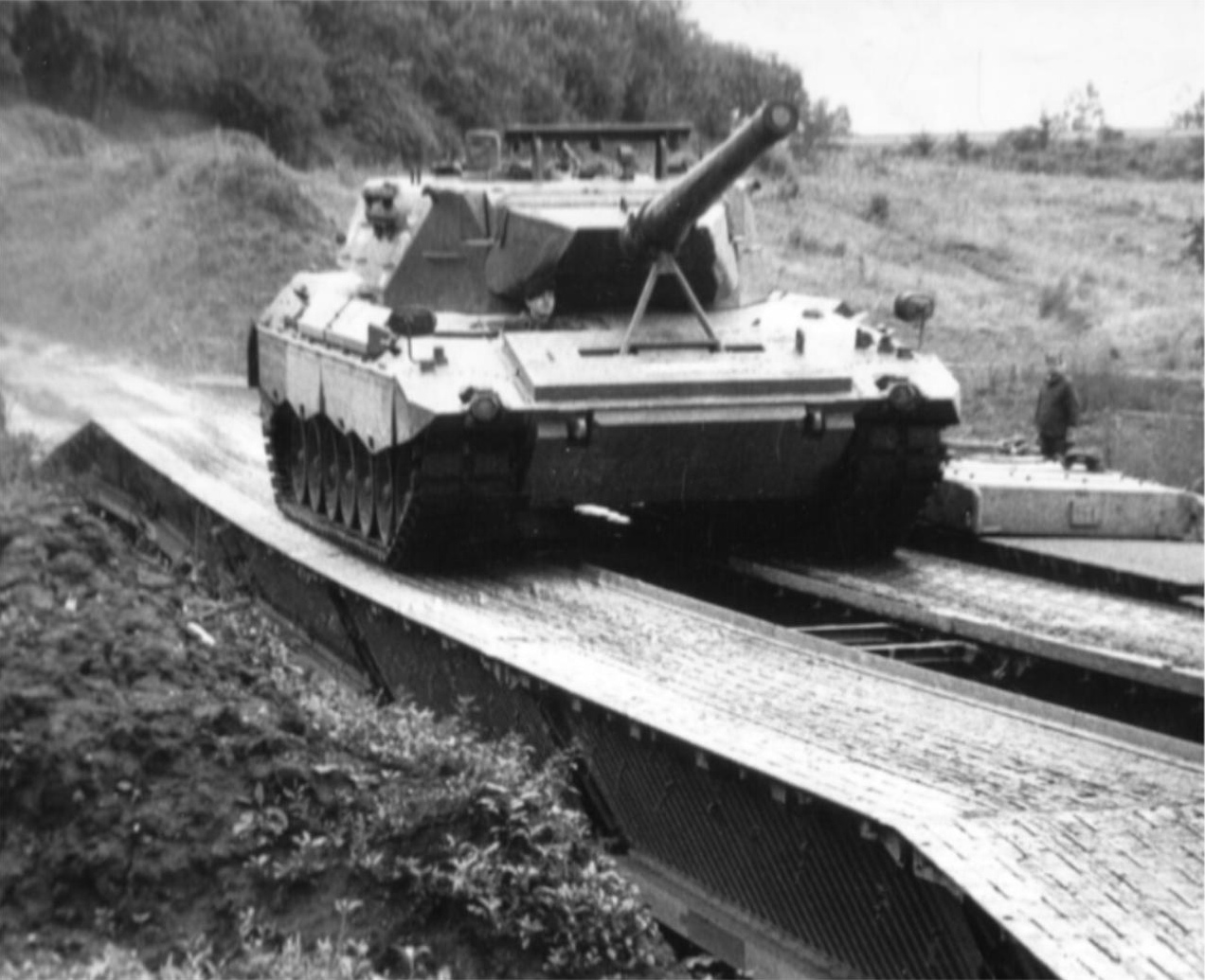
Um protótipo do Leopard 2 em 1983.

Dois protótipos com componentes diferentes foram construídos com o objetivo de melhorar a concepção do Leopard 1 de forma que atendesse aos requisitos de poder de fogo do MBT-70. Uma alta probabilidade de primeiro acerto em alcances de 2 000 m e a capacidade de atingir alvos em movimento com precisão usando um sistema de controle de tiro computadorizado foram os principais objetivos do desenvolvimento experimental. Os veículos resultantes foram apelidados de Keiler ("presas"). Dois protótipos (ET 01 e ET 02) do Keiler foram construídos em 1969 e 1970, ambos sendo movidos pelo motor MB 872.
O MBT-70 foi um design revolucionário, mas depois de grandes derrapagens de custos e problemas tecnológicos, a Alemanha retirou-se do projeto em 1969. Após tentativas malsucedidas de salvar o MBT-70 por meio de mudanças conceituais para eliminar o maior problema - o motorista sentado na torre - ficou claro no final de 1969 que a Alemanha interromperia o desenvolvimento binacional. O secretário adjunto da divisão de compras militares do Ministério Federal da Defesa sugeriu reutilizar o máximo possível de tecnologias desenvolvidas para o MBT-70 em um programa posterior, que foi apelidado de Eber ("javali") devido ao nome de Eberhardt. O Eber usava uma torre e casco MBT-70 modificados, com o motorista sentado no casco. Apenas uma maquete de madeira foi feita.
Um ano depois, foi feita a escolha de continuar o desenvolvimento com base no projeto anterior Keiler do final da década de 1960, em vez de terminar o desenvolvimento do Eber. Em 1971, o nome do projeto foi determinado como Leopard 2, com o Leopard original retroativamente se tornando o Leopard 1 e Paul-Werner Krapke tornou-se o responsável pelo projeto do programa Leopard 2. Originalmente foram projetadas duas versões: o Leopard 2K armado com um canhão e o Leopard 2FK, que seria armado com o canhão/arma lançador XM150 do MBT-70.
Em 1971, dezessete protótipos foram encomendados, mas apenas 16 cascos foram construídos, pois a produção do casco PT12 foi cancelada. Dez foram encomendados inicialmente antes que outros sete fossem encomendados. As 17 torres foram designadas de T1 a T17, e os cascos foram designados PT1 a PT11 e PT13 a PT17. Para testar um maior número de componentes e conceitos, cada protótipo foi equipado com componentes não encontrados nos outros protótipos. Dez das torres foram equipadas com canhões de cano liso de 105 mm e os outros sete protótipos foram equipados com canhões de cano liso de 120 mm.

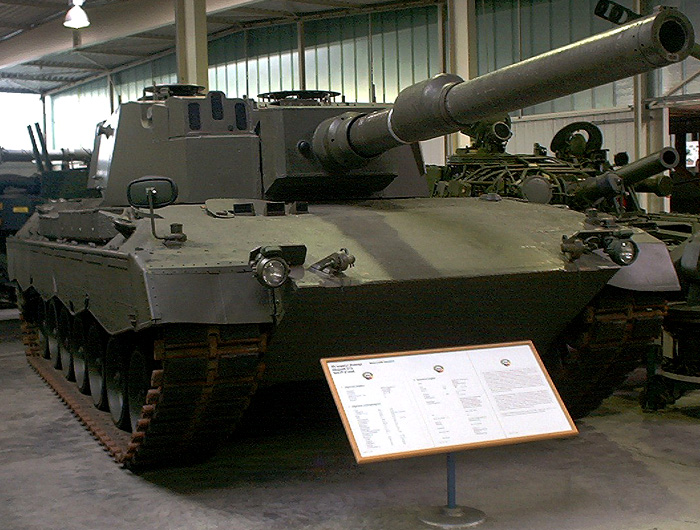
Um Leopard 2 T14.

O casco dos protótipos PT11 e PT17 foram equipados com um suspensão hidropneumática baseado no design do MBT-70. As engrenagens desses dois cascos tinham apenas seis rodas. Diferentes tipos de APUs (conjunto de gerador auxiliar) foram montados nos protótipos. Todas as torres foram equipadas com uma metralhadora para defesa aérea, exceto a torre montada no PT11, onde foi montado um canhão automático de 20 mm operado remotamente. Com exceção dos cascos PT07, PT09, PT15 e PT17, todos os protótipos utilizaram o motor MB 873. As rodas foram retiradas do MBT-70 e os rolos de retorno do Leopard 1. Os protótipos foram projetados com peso projetado de MLC50, que equivale a aproximadamente 47,5 toneladas. A torre soldada utilizou blindagem espaçada formada por duas chapas de aço. Os protótipos foram equipados com telêmetro óptico EMES-12 e sistema de controle de tiro, que mais tarde foi adotado no Leopard 1A4.
Em meados de 1973, uma nova torre foi projetada pela Wegmann, economizando 1,5 toneladas em peso. Foi apelidado de Spitzmaus-Turm (torre megera) devido à frente altamente inclinada. Este projeto só foi possível com o novo telêmetro óptico EMES-13, que exigia um comprimento de base de apenas 350 mm em vez dos 1 720 mm anteriores. Com base em experiências na Guerra do Yom Kippur, um nível mais alto de proteção do que a blindagem espaçada fortemente inclinada dos protótipos foi exigido no final de 1973 e o Spitzmaus-Turm nunca foi produzido.
O limite de peso foi aumentado de MLC50 para MLC60, o que equivale a aproximadamente 55 toneladas. A torre T14 foi modificada para testar uma nova configuração de blindagem, assumindo uma aparência de blocos como resultado do uso de módulos verticais de blindagem multicamada espaçada. Também foi usado para testar o novo telêmetro óptico EMES-13. A torre modificada T14 foi designada T14 mod e foi equipada com um sistema de acionamento e estabilização de torre totalmente elétrico, desenvolvido em conjunto pelas empresas General Electric e AEG Telefunken.

#### Produção em série

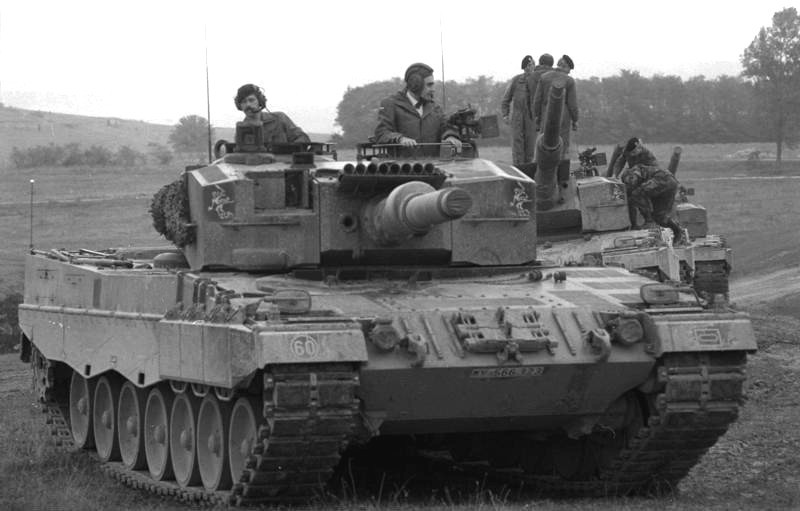
Leopard 2 e suas tripulações em treinamento.

A decisão de colocar o tanque Leopard 2 em produção para o exército alemão foi tomada após um estudo realizado, que mostrou que a adoção do modelo Leopard 2 resultaria em um maior potencial de combate do exército alemão do que produzir mais tanques Leopard 1A4 ou desenvolver um versão aprimorada do Leopard 1A4 com canhão de cano liso de 105/12 mm, proteção de blindagem aprimorada, um novo sistema de controle de tiro e um motor de 1 200 hps ou 1500 hps. Várias mudanças foram aplicadas ao design do Leopard 2 antes do início da produção em série em 1979. O motor, transmissão e suspensão foram ligeiramente modificados e melhorados. A proteção balística da torre e do casco foi melhorada e os pontos fracos foram eliminados.
A agitação da torre contendo os suportes de munição prontos e os sistemas hidráulicos foi separada do compartimento da tripulação e equipada com painéis removíveis. O desenvolvimento de vários novos componentes introduzidos no Leopard 2 durante o desenvolvimento do Leopard 2AV e após a conclusão dos testes nos Estados Unidos. Para a versão em série, o telêmetro a laser projetado pela Hughes, feito com módulos comuns dos Estados Unidos, foi escolhido em vez do telêmetro passivo EMES-13. O sistema EMES-13 foi considerado a solução superior, mas o sistema Hughes era mais barato e totalmente desenvolvido.
A empresa alemã Krupp-Atlas-Elektronik adquiriu a licença do projeto Hughes e o modificou para atender às necessidades do exército alemão. O telêmetro modificado recebeu a designação EMES-15. A instalação do Honeywell AGT1500 americano no Leopard 2 foi testada pela MaK. O AGT-1500 foi emprestado dos Estados Unidos e exigiu profundas modificações no chassi do Leopard 2. No entanto, os testes de direção no WTD 41 revelaram uma série de desvantagens, como alto consumo de combustível e falta de desempenho da transmissão, incluindo os freios. Este projeto foi assim encerrado.
Em janeiro de 1977, a Alemanha encomendou uma pequena pré-série de três cascos e duas torres que foram entregues em 1978. Esses veículos tinham maior proteção de blindagem na frente do casco. Um dos cascos foi equipado com a torre anterior T21 e foi usado na escola do exército alemão em Munster para teste com as tropas em 1979. Em setembro de 1977, foram encomendados 1 800 tanques Leopard 2, que seriam produzidos em cinco lotes. O empreiteiro principal foi a Krauss-Maffei, mas a Maschinenbau Kiel (MaK) recebeu um contrato para produzir 45% dos tanques. O primeiro lote consistia em 380 tanques. A entrega de seis tanques estava programada para 1979, 114 para 1980, 180 para 1981 e 300 tanques para cada ano seguinte.
O primeiro tanque de produção em série foi entregue em 25 de outubro de 1979. Em 1982, todo o primeiro lote de 380 tanques Leopard 2 havia sido concluído. Cerca de 209 foram construídos pela Krauss-Maffei (chassis nº 10001 a 10210) e 171 pela MaK (chassis nº 20001 a 20172). Os primeiros tanques de produção foram equipados com o intensificador de imagem PzB-200 devido à escassez de produção do novo sistema de visão noturna térmica, que posteriormente foi adaptado aos modelos anteriores. Após os cinco lotes originais, mais três lotes de tanques Leopard 2 foram encomendados, aumentando a quantidade de tanques Leopard 2 encomendados pela Alemanha para um total de 2 125 veículos. O sexto lote foi encomendado em junho de 1987 e consistia em 150 tanques, produzidos entre janeiro de 1988 e maio de 1989. O sétimo lote de 100 tanques foi produzido entre maio de 1988 e abril de 1990. O último lote para o exército alemão totalizando 75 tanques foi produzido de janeiro de 1991 a março de 1992.

#### Melhorias adicionais

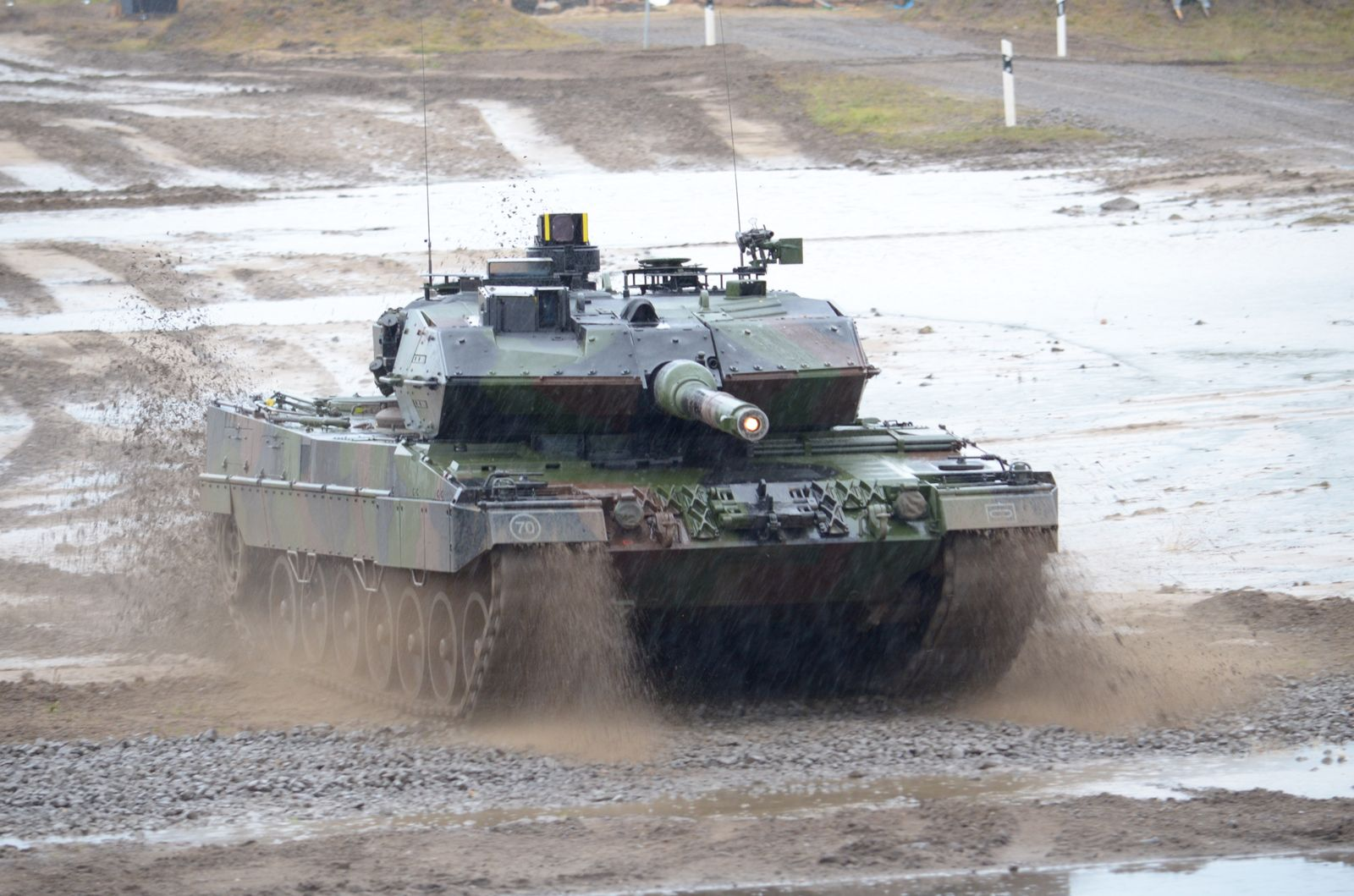
Um Leopard 2A6 em um exercício de treinamento.

Enquanto os modelos anteriores variavam apenas em detalhes, o Leopard 2A4 introduziu um computador balístico digital e um sistema de extinção de incêndio aprimorado. A partir do sexto lote, os tanques foram equipados com um conjunto de blindagem aprimorado e novas saias laterais. Em 1984, a agência de compras militar alemã declarou uma série de requisitos para uma futura atualização do Leopard 2. Em 1989, o programa Kampfwertsteigerung (melhoria de combate em potencial) foi iniciado na Alemanha com a entrega dos primeiros protótipos. Os requisitos militares oficiais foram publicados em março de 1990.
O programa KWS foi projetado para consistir de três etapas. A primeira fase substituiu o canhão Rheinmetall 120 mm L/44 e o suporte da arma correspondente com uma versão L/55 de cano mais longo e mais letal. Este estágio foi adotado na forma de 225 tanques Leopard 2A6 começando em 2001 e durando até 2005. O estágio 2 do programa KWS focado em melhorias de proteção de blindagem e capacidade de sobrevivência, foi adotado na forma do Leopard 2A5 a partir de 1995. A blindagem básica do tanque foi trocada e módulos de blindagem adicionais foram instalados na torre. Um primeiro lote de 225 tanques Leopard 2 foi atualizado para a configuração Leopard 2A5 entre 1995 e 1998, um segundo lote de 125 seguiu de 1999 a 2002.
Na terceira fase do KWS estava a substituição planejada da torre Leopard 2 por uma nova torre equipada com um canhão tanque NPzK de 140 mm, um carregador automático e o sistema de gerenciamento de campo de batalha IFIS. A proteção balística no casco deveria ser melhorada com o tempo. Originalmente, foi projetado um requisito total para 650 tanques Leopard 2 com KWS 3. Esta etapa do projeto nunca foi totalmente finalizada, mas o canhão tanque NPzK de 140 mm foi testado em um protótipo mais antigo. Em 1995, foi decidido cancelar devido a mudanças no ambiente político. Os fundos foram redirecionados para o projeto Neue Gepanzerte Plattformen ("Novas Plataformas Blindadas") do exército alemão. O Leopard 2A6M foi desenvolvido com um kit de proteção contra minas aprimorado que oferece proteção contra minas que podem detonar abaixo do casco (como minas com gatilho de arame dobrado) e minas de capacidade de penetração formadas por explosivos. O peso do Leopard 2A6M é de 62,5 toneladas.

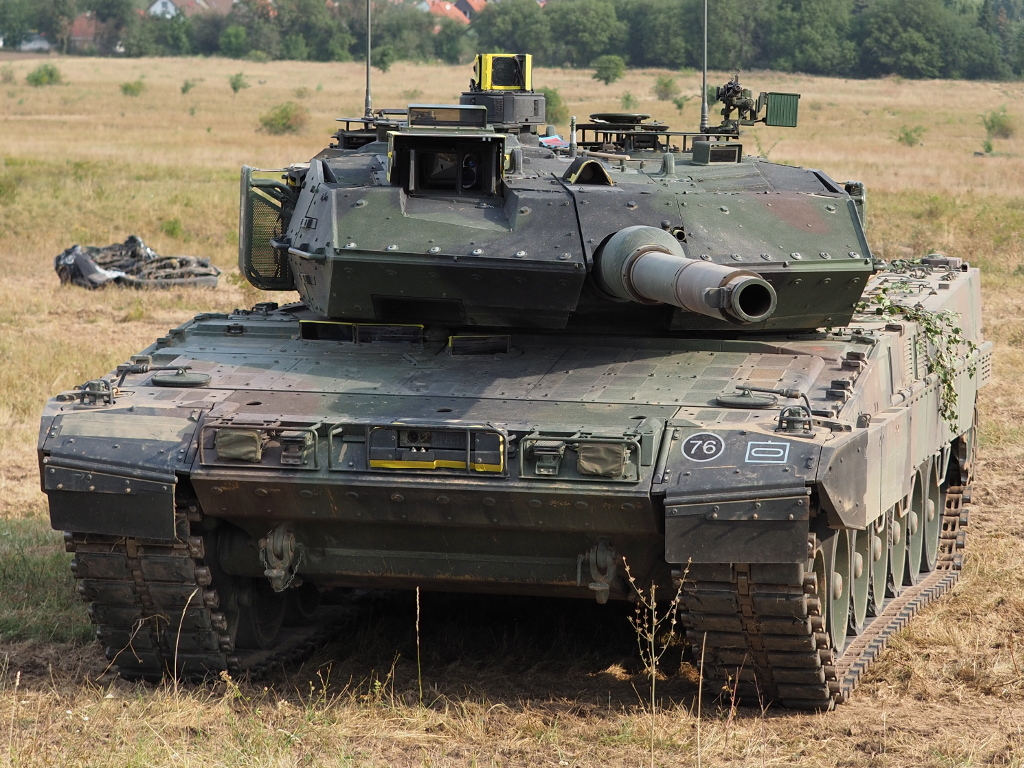
Um Leopard 2 A7V alemão.

A versão mais recente do tanque é o Leopard 2A7, que entrou em serviço em um pequeno lote inicial de 20 tanques em 2014. Já antes do primeiro tanque Leopard 2A7 ser entregue ao exército alemão, planos para atualizações futuras foram feitos. Na segunda metade da década de 2010, notou-se um aumento "extensivo" no valor de combate do veículo, mantendo a mobilidade original do Leopard 2 com mais atualizações. A ótica do tanque também seria melhorada nos anos seguintes.
Em abril de 2015, a Welt am Sonntag afirmou que a munição de tungstênio (volfrâmio) usada no Leopard 2 não conseguia penetrar no tanque russo T-90 ou a versão modernizada do T-80. Eles também afirmaram que os militares alemães desenvolveriam uma nova munição mais aprimorada, mas seria desenvolvida exclusivamente para o Leopard 2A7.
Ao final de 2015, a Rheinmetall divulgou que estava desenvolvendo um novo canhão de cano liso de 130 mm para o tanque Leopard 2 e seu sucessor. Esta arma ofereceria um aumento de 50% no desempenho e na penetração. O marketing da nova arma estava programado para começar em 2016 e o projeto foi acelerado no final da década.

## Descrição

### Blindagem

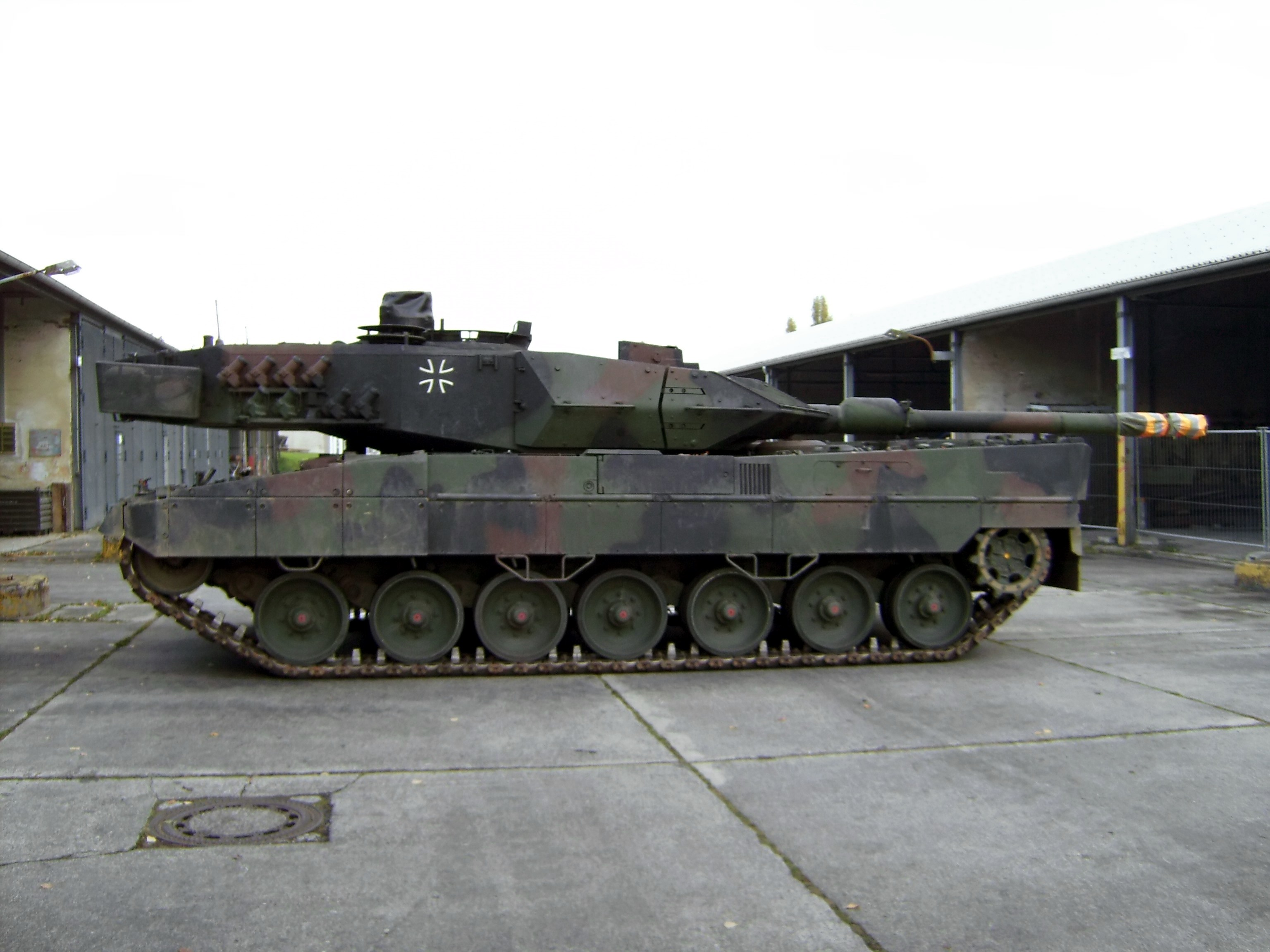
Parte esquerda de um Leopard 2A6M alemão.

O Leopard 2 usa blindagem multicamada espaçada em todo o design. A blindagem consiste em uma combinação de placas de aço de diferentes durezas, materiais elásticos e outros materiais não metálicos. São utilizadas chapas de aço com alta dureza e alta ductilidade. A blindagem é resultado de uma extensa pesquisa sobre o mecanismo de formação e penetração de jatos de carga moldados. A blindagem do Leopard 2 pode ser baseada na blindagem britânica Burlington (ou Chobham), que já havia sido demonstrada na Alemanha Ocidental em 1970.
Mais tarde, em meados da década de 1970, todos os detalhes sobre Burlington foram entregues ao governo da Alemanha Ocidental. O arco frontal da blindagem do Leopard 2 é projetado para suportar penetradores de energia cinética de grande calibre e projéteis de carga moldada. Durante a década de 1980, estimou-se que a frente do Leopard 2 resistiria a munição de descarte estabilizado por aletas perfurantes de 125 mm (a APFSDS) disparada a uma distância de 1 500 m.
Os níveis estimados de proteção para o Leopard 2 variam de 590 a 690 mm na torre, 600 mm no glacis e no casco frontal inferior do Leopard 2A4, para 920–940 mm na torre, 620 mm no glacis e no casco frontal inferior do Leopard 2A6 contra projéteis cinéticos.
A blindagem do Leopard 2A4 tem uma espessura física máxima de 800 mm com base em medições não oficiais e estimativas feitas por ex-recrutas e soldados profissionais do exército alemão. No Leopard 2A5 e nos modelos subsequentes, a espessura é aumentada pelo módulo de blindagem em forma de cunha para 1 500 mm.
De acordo com uma página de descrição hospedada pela Federação de Cientistas Americanos, a blindagem do Leopard 2A4 acredita-se que forneça proteção equivalente a aço blindado de 700 mm (RHA) contra munição de penetração de energia cinética e RHA de 1000 mm contra ogivas de carga moldada.
A lateral e a traseira do tanque protegem contra metralhadoras pesadas, cartuchos de calibre médio e tipos mais antigos de munição de tanque. A lateral do casco é coberta por saias blindadas para aumentar a proteção contra projéteis e RPGs. O terço frontal dos lados do casco é coberto por pesadas saias balísticas, enquanto o restante dos lados do casco é coberto por saias de borracha reforçadas com aço. Para maior proteção contra minas, as laterais do piso do casco são inclinadas em 45° e o piso é reforçado com ondulações.

#### Proteção adicional
Após a introdução do Leopard 2 em serviço em 1979, a blindagem foi gradualmente aprimorada ao longo dos anos. Uma versão modificada da blindagem multicamada espaçada foi introduzida começando com o 97º veículo do 6º lote de produção. O mesmo lote também introduziu um tipo aprimorado de saias balísticas pesadas.
A atualização do Leopard 2A5 focou no aumento da proteção da blindagem. Ao atualizar um tanque Leopard 2 para a configuração Leopard 2A5, o teto que cobre os módulos de blindagem é aberto e novos módulos de blindagem são inseridos. Novos módulos de blindagem adicionais feitos de blindagem laminada cobrem o arco frontal da torre. Eles têm uma forma distinta de ponta de flecha e melhoram a proteção contra penetradores cinéticos e cargas moldadas. As saias laterais também incorporam proteção de blindagem aprimorada. Um forro de 25 mm de espessura reduz o perigo de lesões da tripulação em caso de penetração de blindagem.

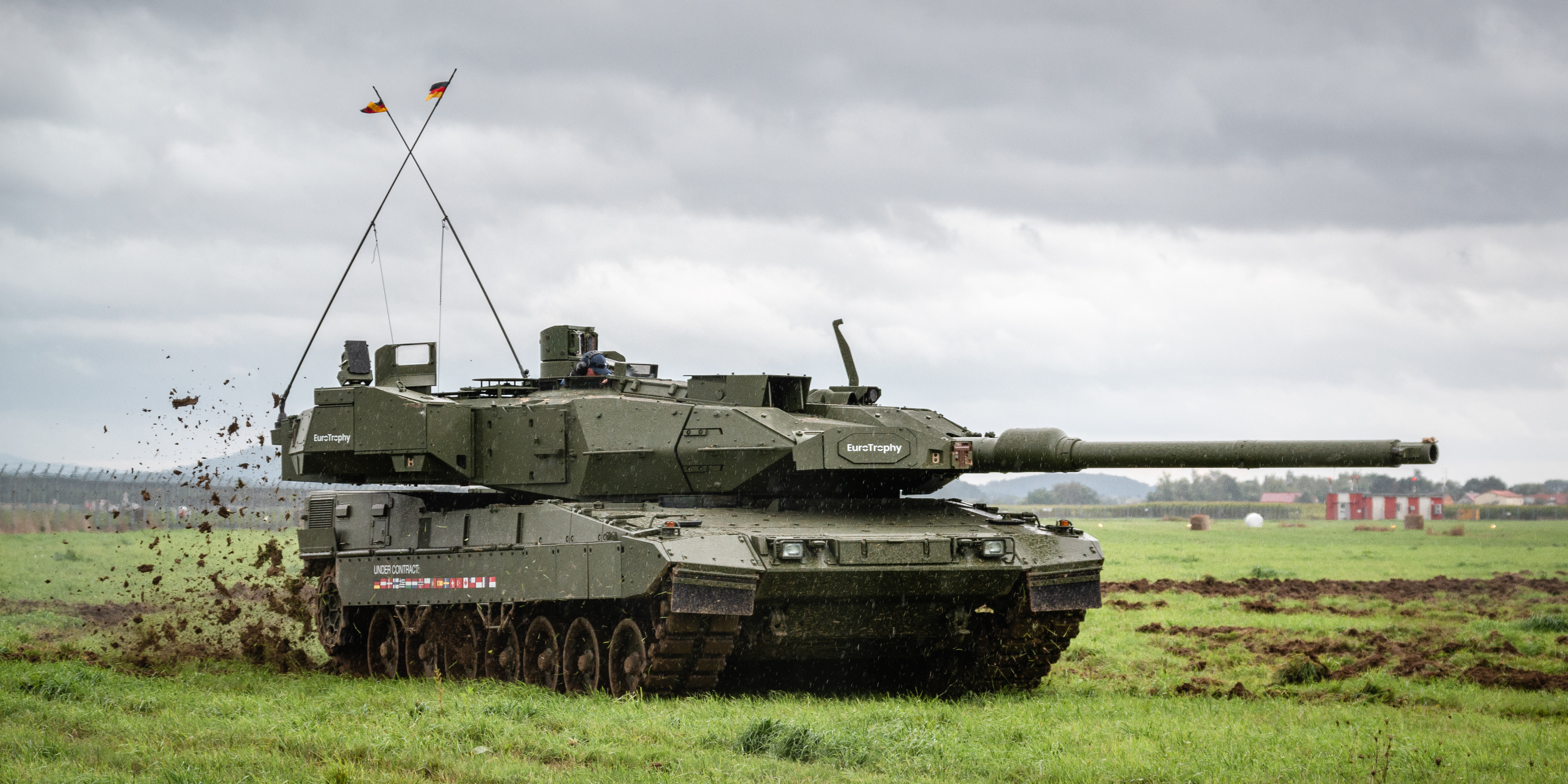
O Leopard 2A7 a serviço do exército alemão.

O Leopard 2A7 apresenta a última geração de blindagem passiva e blindagem de barriga, fornecendo proteção contra minas e artefatos explosivos improvisados (IEDs). O Leopard 2A7 está equipado com adaptadores para montagem de módulos de blindagem adicionais ou sistemas de proteção contra RPGs.
Para combate urbano, o Leopard 2 pode ser equipado com diferentes pacotes de blindagem modular. O Leopard 2A4M CAN, Leopard 2 PSO (Peace Support Operations) e o Leopard 2A7 podem montar módulos espessos de blindagem composta ao longo dos flancos da torre e do casco, enquanto a blindagem de ripas pode ser adaptada na parte traseira do veículo. Os módulos de blindagem fornecem proteção contra o RPG-7, que dependendo da ogiva pode penetrar entre 280 mm e 600 mm de blindagem de aço. O Leopard 2A6M CAN aumenta proteção contra granadas lançadas por foguete (RPGs) ao incluir blindagem de ripas adicionais.
Pacotes de blindagem adicionais foram desenvolvidos por várias empresas diferentes. A IBD Deisenroth desenvolveu atualizações com blindagem composta MEXAS e a Advanced Modular Armor Protection (AMAP), esta última está sendo usada em tanques Leopard 2 de Singapura e da Indonésia. A RUAG desenvolveu uma atualização de blindagem utilizando sua blindagem composta SidePRO-ATR. Esta atualização foi apresentada pela primeira vez no IAV 2013.
O Leopard 2A4M e 2A6M adicionam uma placa de proteção contra minas adicional para a barriga, o que aumenta a proteção contra minas e IEDs.
Em 22 de fevereiro de 2021, o Ministério da Defesa alemão concordou em adquirir o Trophy, um sistema de proteção ativa de design israelense. Cerca de dezessete tanques do exército alemão seriam equipados com o sistema, com integração planejada para ser concluída em 2023.

### Armamentos

#### Primário

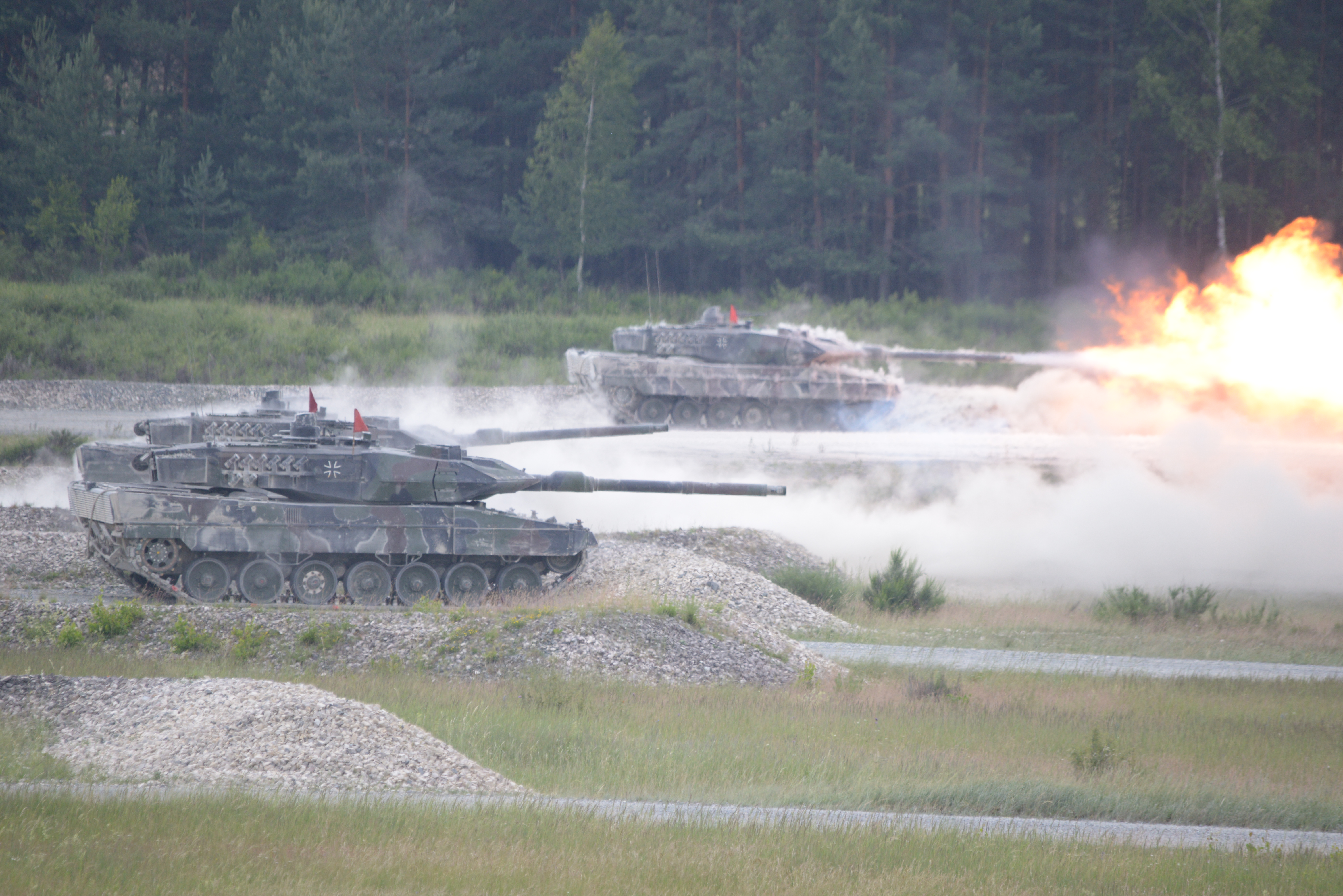
Tanques Leopard 2A6 disparando seus canhões de 120 mm.

O armamento principal para as versões de produção do Leopard 2 é o canhão liso Rheinmetall de 120 mm - o mesmo canhão posteriormente adaptado para uso no M1 Abrams - na variante L/44 (encontrado em todos os Leopard 2 de produção até o A5) ou a variante L/55 (conforme encontrado no Leopard 2A6 e modelos subsequentes). A munição para o canhão compreende 27 cartuchos armazenados em um depósito especial na seção dianteira do casco, à esquerda da estação do motorista, com 15 cartuchos adicionais armazenados no lado esquerdo da agitação da torre, que são separados do compartimento de combate por uma porta operada eletricamente.
Se a área de armazenamento de munição for atingida, um painel de explosão no teto da torre direcionaria uma explosão para cima, longe do compartimento da tripulação. A arma é totalmente estabilizada e pode disparar uma variedade de tipos de cartuchos, como o alemão DM43 APFSDS-T, que é capaz de penetrar 560 mm de blindagem de metal a uma distância de 2000 m e a munição alemã DM12 HEAT (High-explosive anti-tank).
Para o canhão L/55, a nova munição APFSDS-T foi introduzido para aproveitar o cano mais longo, o DM-53, que é dito ser capaz de penetrar 750 mm de blindagem RHAe a uma distância de 2 000 metros. O evacuador de cano e a manga térmica da arma do A4 e A5, projetados para regular a temperatura do cano, são fabricados de plástico com reforço de fibra de vidro. O cano tem um revestimento cromado para aumentar a vida útil do barril. A arma principal é capaz de poder de elevação de +20° a −9°.
A empresa Rheinmetall desenvolveu uma atualização para os tanques Leopard 2 para dar a eles a capacidade de disparar o míssil guiado antitanque israelense LAHAT através do canhão principal. O míssil pode atingir alvos a uma distância de 6 000 m.

#### Secundário

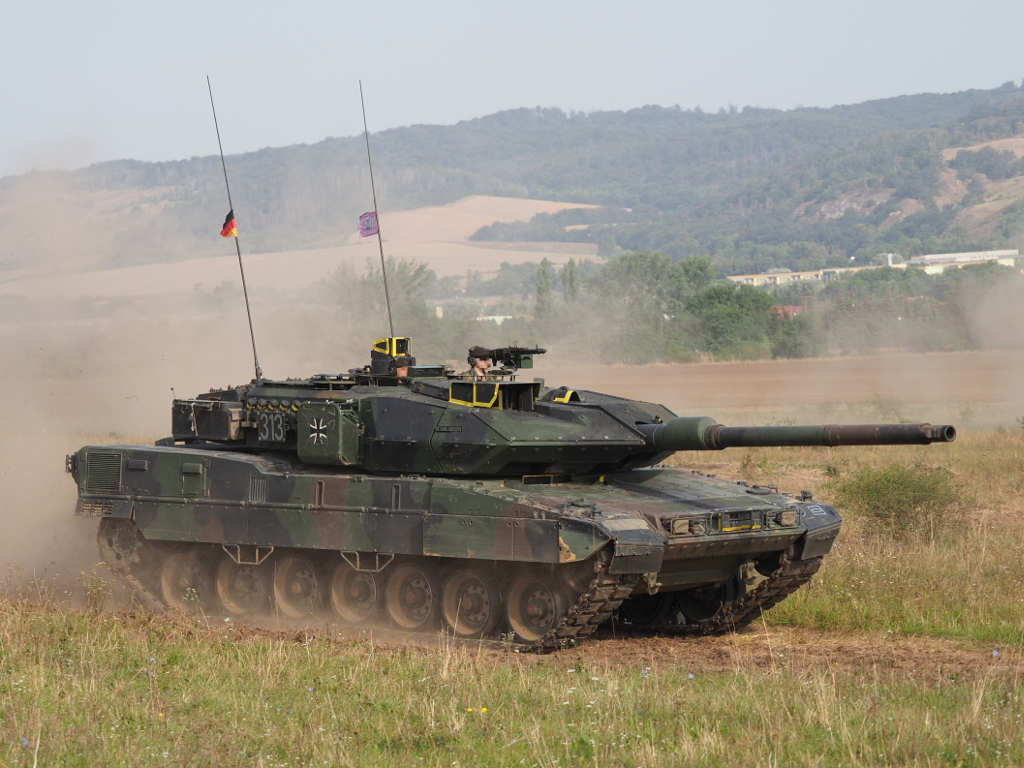
Um Leopard A7V do exército alemão.

O Leopard 2 está equipado com duas metralhadoras, uma montada coaxialmente e a outra em um suporte antiaéreo. Os modelos alemães usam a metralhadora MG3 de 7,62 mm; modelos holandeses e singapurianos usam a metralhadora FN MAG de 7,62 mm; a Suíla usa o MG 87 de 7,5 mm. Cerca de 4 750 munição de metralhadora são carregadas a bordo do Leopard 2. As variantes mais recentes, como o Leopard 2A7+, são capazes de montar uma metralhadora remotamente controlada, uma Browning M2HB, perto da escotilha do comandante.

#### Controle de fogo
O sistema de controle de fogo padrão encontrado no Leopard 2 é o sistema alemão EMES 15 com uma visão primária estabilizada de ampliação dupla. A mira principal possui um telêmetro a laser Nd:YAG de granada de ítrio e neodímio integrado e um mercúrio telureto de cádmio, uma câmera termográfica, ambos estão ligados ao computador de controle de tiro do tanque. Um telescópio auxiliar 8x de backup FERO-Z18 é montado coaxialmente para o artilheiro.
O comandante tem um periscópio independente, o Rheinmetall/Zeiss PERI-R 17 A2. Esta é uma visão de periscópio panorâmica estabilizada projetada para observação diurna/noturna e identificação de alvos. Ele fornece uma visão geral com uma travessia de 360° graus. A imagem térmica do periscópio do comandante é exibida em um monitor dentro do tanque. Os tanques de produção inicial não foram equipados com uma mira térmica, devido à mira não estar pronta e substituíram temporariamente o sistema PZB 200 Low Light TV (LLLTV).
O conjunto de controle de incêndio é capaz de fornecer até três valores de alcance em quatro segundos. Os dados de alcance são transmitidos para o computador de controle de incêndio e são usados para calcular a solução de tiro. Como o telêmetro a laser está integrado à mira principal do artilheiro, o artilheiro pode ler a medição digital do alcance diretamente. O alcance máximo do telêmetro a laser é de até 10 000 m com uma precisão de medição de 10 m neste alcance. O sistema combinado permite que o Leopard 2 atinja alvos em movimento em alcances de até 5 000 m enquanto se move em terrenos acidentados.

## Exportação e histórico de combate

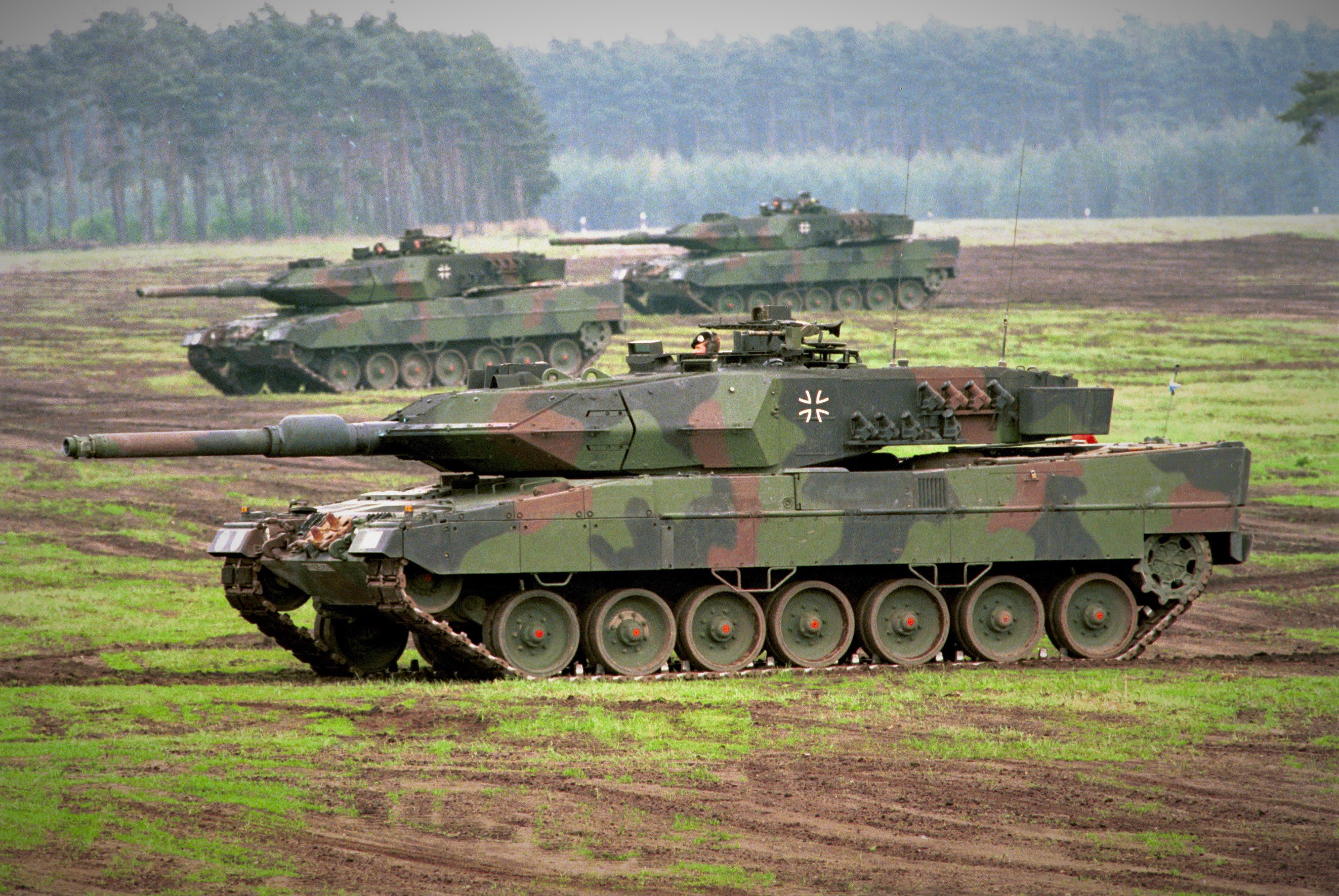
Blindados Leopard 2A5 da Bundeswehr.

A Alemanha construiu cerca de 2 125 tanques de batalha principais Leopard 2 em várias versões, mas a maioria dos tanques foi vendida após a reunificação alemã. Outros países compraram tanques novos ou os construíram localmente. O Leopard 2 tornou-se muito popular na década de 1990, quando o encolhido exército alemão ofereceu muitos de seus redundantes Leopard 2 a um preço reduzido. Tornou-se um sucesso suficiente na Europa que o fabricante começou a chamá-lo de Euro Leopard, apesar da França, Grã-Bretanha e Itália operarem seus próprios tanques. Com outros pedidos não europeus, o nome "Global-Leopard" passou a ser usado.
Em junho de 1999, cerca de 28 tanques Leopard 2A5 foram implantados pelo exército alemão como parte da KFOR no Kosovo. Tais veículos eram do Panzerbataillon 33 e 214, enviados da Macedônia para Prizren. Eles foram usados para patrulhas, protegendo postos de controle e bases, bem como parte da demonstração de força. Em 13 de junho de 1999, dois paramilitares sérvios abriram fogo, a bordo de um carro Fiat 125p, em um posto de checagem em Prizren, com dois dos atiradores morrendo quando a guarnição no posto atirou de volta. Um Leopard 2A5 foi localizado no posto de controle, mas não pôde participar do combate por estar apenas parcialmente tripulado.
Em 26 de junho de 1999, um Leopard 2A5 disparou quatro tiros de advertência sobre a cidade de Orahovac, no Distrito de Đakovica, na parte oeste do Kosovo. Do final de 2000 ao início de 2001, os tanques foram substituídos pelo modelo Leopard 2A4. Os blindados 2A4s foram levados a Macedônia em 2001 como parte da intervenção da OTAN. Os tanques serviram para proteger os locais logísticos da Bundeswehr na Macedônia. Até seu retorno em 2004, os tanques Leopard 2 estavam estacionados no acampamento austro-suíço "Casablanca".

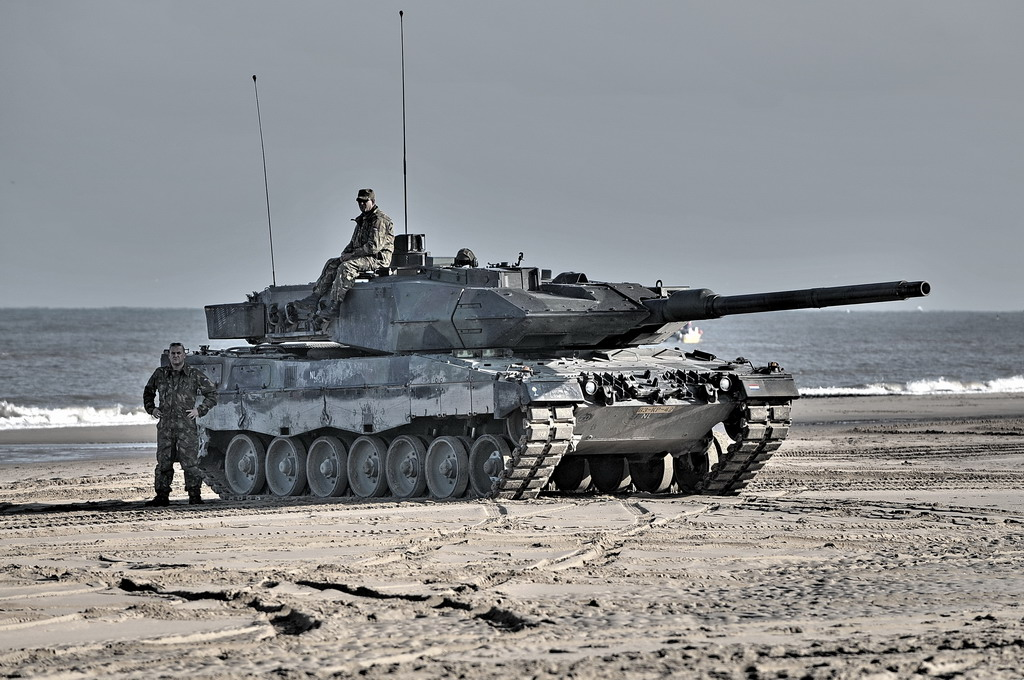
Um tanque Leopard 2 holandês.

Entre 1995 e 1996, o contingente holandês da Força de Implementação na Bósnia e Herzegovina operava tanques Leopard 2.
Os exércitos do Canadá e da Dinamarca utilizaram seus Leopard 2 como parte da Força Internacional de Apoio à Segurança (durante a Guerra do Afeganistão). Em novembro de 2007, um Leopard 2A6M canadense foi atingido em cheio por um artefato explosivo improvisado, com toda a tripulação sobrevivendo sem ferimentos. O blindado foi consertado e rapidamente colocado de volta no serviço ativo. Em janeiro de 2008, foi a vez de um Leopard 2A5 ser atingido por um explosivo inimigo. O veículo avançou 200 metros antes de parar devido a mau funcionamento. Em outras situações, como na Operação Red Dagger, o Leopard 2 participou de combates contra insurgentes talibãs.
A Turquia é um dos maiores operadores do Leopard 2A4, contando com 354 destes veículos no seu inventário. Em dezembro de 2016, o país mandou vários 2A4s para combater na Guerra Civil Síria durante a Operação Escudo do Eufrates. Inicialmente, três dos Leopard 2A4 turcos operando na Síria foram destruídos ou danificados por guerrilheiros do Estado Islâmico usando sistemas de mísseis antitanque. Em meados de dezembro de 2016, dois tanques 2A4 foram capturados por combatentes islamitas durante a Batalha de Al-Bab na Síria. A Amaq News Agency postou um vídeo de veículos capturados supostamente sendo Leopard 2A4.
Em dezembro de 2016, o Estado Islâmico havia destruído, incapacidado ou capturado dez Leopard 2A4s. Estes foram danificados por armas antitanque, artefatos explosivos improvisados ou outras causas desconhecidas. Em janeiro de 2017, o jornal alemão Die Welt reportou que guerrilheiros do Estado Islâmico provavalmente lançaram mísseis antitanque 9M133 Kornet para destruir seis Leopard 2 do exército turco na Síria. Pelo menos oito tanques Leopard 2 foram destruídos de acordo com relatos fotográficos.
A Turquia também confirmou para o governo alemão o uso de tanques Leopard 2A4 durante a Operação Ramo de Oliveira em 2018.
As Forças Armadas da Ucrânia usaram tanques Leopard 2A4 pela primeira vez em batalha na região do Oblast de Zaporíjia, em 8 de junho de 2023. A Rússia afirmou ter destruído pelo menos um destes blindados em combate usando artilharia pesada de longa distância nesse mesmo dia. Em julho de 2023, um Leopard 2A4 foi modificado para receber a blindagem reativa (ERA) tipo Kontakt-1 nas laterais do casco e na torre. Também foi mostrado com telas de borracha presas à torre e ao manto da arma. Parecia não haver, na imagem divulgada, proteção contra drones suicídas.
Até setembro de 2024, pelo menos trinta e três tanques Leopard 2 foram destruídos ou abandonados em combate na Ucrânia (incluindo doze Leopard 2A6 e dezoito Leopard 2A4 e três Leopard 2R, a versão anti-mina). As perdas entre as tripulações foram mínimas.

## Operadores

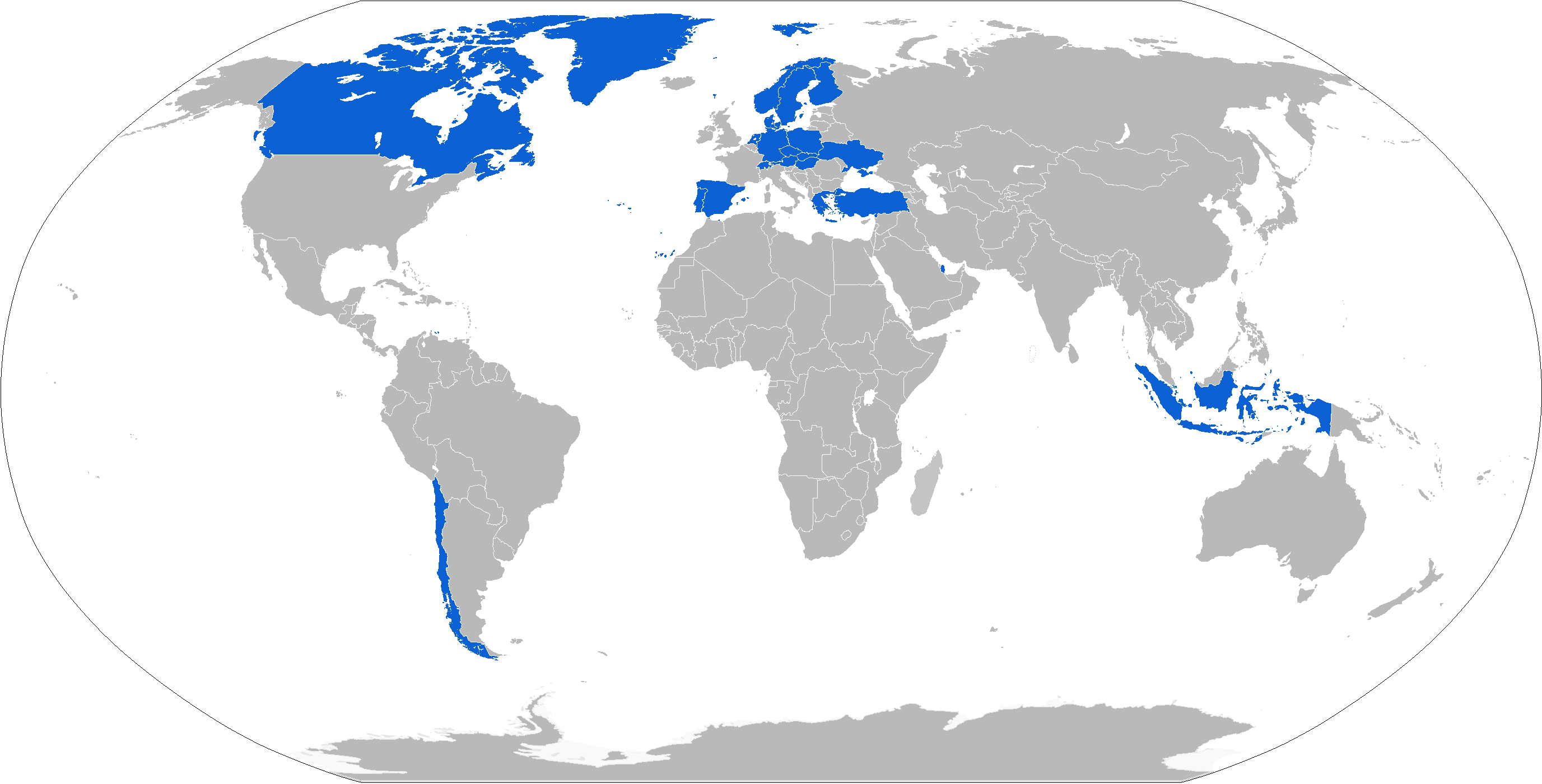
Em azul, países que operam variantes do Leopard 2.

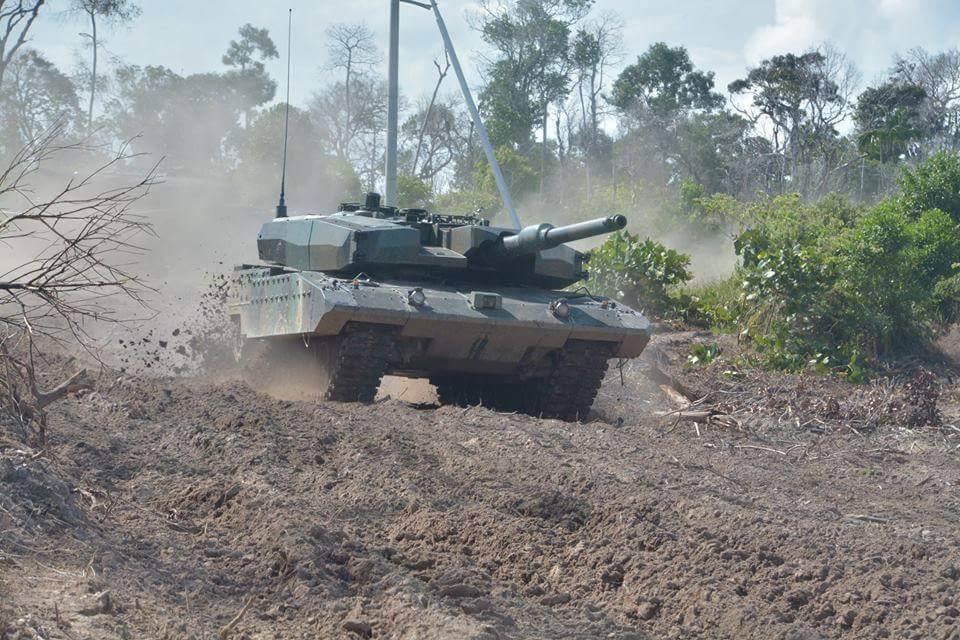
Um Leopard 2RI indonésio com blindagem composta.

### Atualmente
- Alemanha – 266 (novas encomendas de 328 A6, A6M e A7)
- Áustria – 114 Leopard 2A4
- Canadá – 112: 42 2A4+, 20 2A4M CAN, 20 2A6M, 12 ARV (veículo blindado de recuperação) e 18 AEV (veículo de engenharia blindado)
- Catar – 62 Leopard 2A7+
- Chile – 132 Leopard 2A4 (atualizados para a versão 2A4CHL), 100 Leopard 2A5
- Chéquia – 14 blindados L2A4 e um Bpz3 Büffel (substituindo os obsoletos T-72)
- Dinamarca – 57 Leopard 2A5DK (sendo atualizados para a versão A7)
- Eslováquia – 15 Leopard 2A4
- Espanha – 327 Leopard 2 (108 Leopard 2A4 e 219 Leopard 2A6+)
- Finlândia – 239 Leopard 2 (139 2A4 e 100 2A6)
- Grécia – 183 Leopard 2A4 e 170 Leopard 2A6 HEL
- Hungria – 4 Leopard 2A7+ e 12 Leopard 2A4
- Indonésia – 103 Leopard 2 das variantes A4+ e 2RI
- Países Baixos – 445 comprados (maioria na reserva ou transferidos para outras nações; 18 blindados A6M A2 modernizados no serviço ativo)
- Noruega – 52 (36 2A4NO operacionais)
- Polônia – 142 Leopard 2A4, 105 Leopard 2A5s e dois Fahrschulpanzer Leopard 2. Novos contratos assinados entre 2013 e 2016 para a aquisição de Leopard 2PL e modernização dos 2A4.
- Portugal – 37 2A6 (sendo modernizados)
- Suécia – 121 2A4 (atualizados e modificados para a versão local Stridsvagn 122)
- Singapura – 170 Leopard 2SG (uma atualização do 2A4)
- Suíça  – 134 Leopard 2A4 WE ativos (de 380 adquiridos)
- Turquia – 339 (a maioria da versão Leo2A4TR)
- Ucrânia –  90 2A4 e 21 2A6 sendo entregues pela Alemanha, 10 Stridsvagn 122 (equivalente ao 2A5) a serem entregues pela Suécia, 3 BPz3 Büffel ARV e 6 rompedores de minas Leopard 2R a serem entregues pela Alemanha. Como parte do esforço para enfrentar a invasão russa do seu território, o governo ucraniano fez repetidos pedidos por tanques Leopard 2, além de outros veículos ocidentais, para serem supridos para o Exército da Ucrânia desde o início do conflito. No entanto, apesar das supostas ofertas da Polônia, Finlândia e Dinamarca para enviar tanques Leopard 2 para a Ucrânia, a licença de exportação para os tanques é de propriedade da Alemanha e exigiria o consentimento do governo alemão. Em 22 de janeiro de 2023, o Ministério das Relações Exteriores alemão anunciou que permitiria que a Polônia enviasse tanques Leopard 2 para a Ucrânia, embora alegasse que um pedido formal da Polônia ainda não havia sido recebido.[71] Em 24 de janeiro, a Polônia pediu oficialmente à Alemanha permissão para reexportar 14 tanques Leopard para os militares ucranianos. Nesse mesmo dia, o ministro da defesa alemão, Boris Pistorius, encorajou as nações da OTAN a fornecerem treinamento para os ucranianos utilizarem o Leopard, afirmando depois que seu país finalmente enviaria o Leopard 2 para a Ucrânia.[72][73]

### Futuros e potenciais utilizadores
- Bulgária: O ministério da defesa búlgaro afirmou estar interessado em comprar pelo menos 24 unidades da variante Leopard 2A6. O acordo recebeu apoio de um aumento do orçamento militar para 2% do PIB até 2016 no novo orçamento búlgaro e era uma promessa militar de gastar € 2,2 bilhões de euros em novos armamentos para o exército búlgaro.[74]
- Croácia: O ministério da defesa croata anunciou que iria substituir seus velhos tanques M-84A4. As negociações com a Alemanha sobre a compra de tanques Leopard 2A5 armazenados estavam em andamento em 2014 e 2015. O governo de Zoran Milanović estava negociando a compra de até 50 tanques com peças de reposição e um pacote de suporte incluindo motores sobressalentes, transportadores de tanques e veículos de engenharia avaliados em 875 milhões de kunas. A aquisição teria coincidido com a compra dos obuseiros PzH 2000. Devido a restrições orçamentárias, pelo menos por enquanto, os veículos não foram adquiridos. O interesse ainda permanece alto, já que a Croácia não tem planos de modernizar ou manter seus tanques M-84A4 além de 2020.[75]
- Romênia: Como parte de um programa de modernização, desde 2019, o Exército Romeno considera a aquisição de tanques Leopard 2.[76]

## Ligações Externas
- Um dia no Grupo de Carros de Combate, Miguel Silva Machado 2010 Operacional.pt
- Carro de combate pesado (KMW Kraus-Maffei Wegmann) areamilitar.net
- (em inglês) Army Technology - Leopard 2 Main Battle Tank
- (em inglês) Army Vehicles.DK Leopard 2A5
- (em inglês) Army Vehicles.DK Leopard 2A4
- (em inglês) Military Periscope - Leopard 2 main battle tank
- (em alemão) Fprado.com - Kampfpanzer Leopard 2
- (em inglês) Leopard 2A5
- Video: A Finnish Army Leopard 2A4 firing from a hull-down position
- Video: A Finnish Leopard 2A4 firing from inside the turret